# کویورگازی
کویورگازی (انگلیسی: Kuyurgazy) یک شهرک در شهرستان کویورگازینسکی جمهوری باشقیرستان در کشور روسیه است.